# ۱۶ بیتی

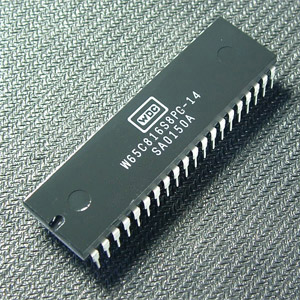
توضیحات: ریزپردازنده 16 بیتی WDC W65C816S در بسته PDIP-40.

۱۶ بیتی (به انگلیسی: 16-bit) در معماری کامپیوتر به ثبات‌ها یا حافظه‌ها یا دیگر واحدهای داده گفته می‌شود که ۱۶ بیت (دو بایت) پهنای داده داشته باشند.

به پردازنده‌هایی که ثبات‌ها و واحد حساب و منطق آنها ۱۶ بیت باشد، نیز پردازنده ۱۶ بیتی می‌گویند.

## پردازنده‌های ۱۶ بیتی معروف
- Data General
  - Nova
  - Eclipse
- دیجیتال ایکویپ‌منت کورپوریشن
  - PDP-11 (for LSI-11, see Western Digital, below)
- EnSilica
  - eSi-۱۶۰۰
- فری‌اسکیل
  - Freescale 68HC12
  - Freescale 68HC16
- General Instrument
  - CP1600
- هیولت پاکارد
  - HP 21xx/2000/1000/98xx/BPC
  - HP 3000
- هانی‌ول
  - Honeywell Level 6/DPS 6
- آی‌بی‌ام
  - 1130/۱۸۰۰
  - System/7
  - Series/1
  - System/36
- اینفینئون
  - XE166 family
  - C166 family
  - C167 family
  - XC2000
- اینتل
  - Intel 8086/Intel 8088
  - Intel 80186/Intel 80188
  - اینتل ۸۰۲۸۶
  - Intel MCS-96
- لاکهید کورپوریشن
  - MAC-16
- نشنال سمی‌کنداکتر
  - IMP-16
  - PACE/INS8900
- ان‌ای‌سی
  - V20/V30
- تگزاس اینسترومنتس
  - Texas Instruments TMS9900
  - TI MSP430
- Western Design Center
  - WDC 65816/65802
- وسترن دیجیتال
  - MCP-1600 (used in the DEC LSI-11)
- زیراکس (شرکت)
  - Alto
- Zilog
  - Zilog Z8000